# Puertas de Taskent

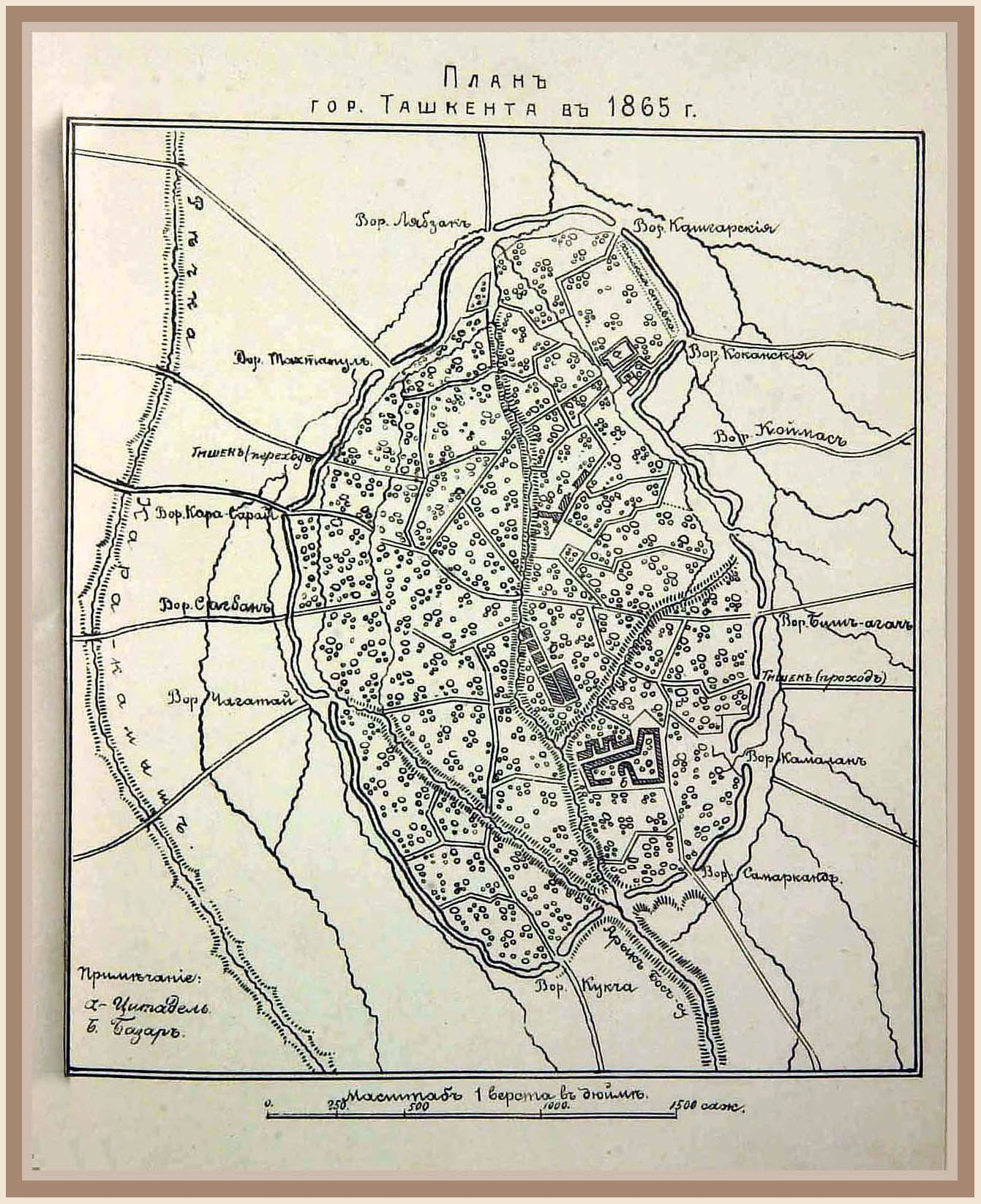
Un mapa antiguo de Taskent de 1865, mostrando sus muros y puertas

Las Puertas de Taskent —hoy en día capital de Uzbekistán— fueron una serie de muros y fortificaciones construidos alrededor de Taskent sobre el siglo X, pero no ha sobrevivido al presente. La última puerta fue destruida en 1890 a raíz del crecimiento de la ciudad pero algunos de los distritos de Taskent todavía mantienen los nombres de estas puertas.

## Historia y arquitectura
Las puertas formaron parte de las fortificaciones de la ciudad. Taskent había sido construida alrededor del pueblo del canal Bozsuv, en la intersección de las carreteras de las montañas Tien Shan. El número de puertas ha variado con el tiempo. En el siglo XV se menciona que las puertas fueron nombradas por tribus locales, cuando cada tribu disponía de una guardia en cada puerta concreta.
A mediados del siglo XIX los muros de la ciudad fueron reconstruidos por el gobernador de Kokand. Había doce puertas: Labzak, Takhtapul, Karasaray, Sagban, Chagatay, Kukcha, Samarkand, Kamalan, Beshagach, Koymas, Kokand y Kashgar. Algunas de estas puertas fueron nombradas por la dirección de las ciudades a donde dirigían los caminos que salían de ellas. Por ejemplo, Samarkand darvaza significa puerta de Samarkand, y se localizaba al inicio de la carretera que llevaba a Samarcanda. Otras puertas fueron nombradas por los nombres de las calles principales de la ciudad -por ejemplo, Chagatay darvaza-. Las puertas fueron realizadas con madera de pino de picea y enmarcado artísticamente con hierro. Cada puerta tenía un peaje, con un impuesto y guardia de seguridad -darvazabon-. Las puertas estaban abiertas desde el amanecer hasta el ocaso. Por las noches las puertas se cerraban y se custodiaban.
En junio de 1865 tropas rusas tomaron exitosamente Taskent. El general Mikhail Grigorevich Cherniaev con tan sólo 3000 hombres a su mando marchó contra una ciudad con unos muros de 25 km de largo, 12 puertas y 30 000 defensores. Los rusos capturaron la ciudad tras una lucha de dos días y la pérdida de tan solo 25 personas. La nobleza local y los habitantes de Taskent sentían poca lealtad hacia las autoridades del khanato de Kokand, por lo que prefirieron rendirse a los rusos.

### Historia de las doce llaves

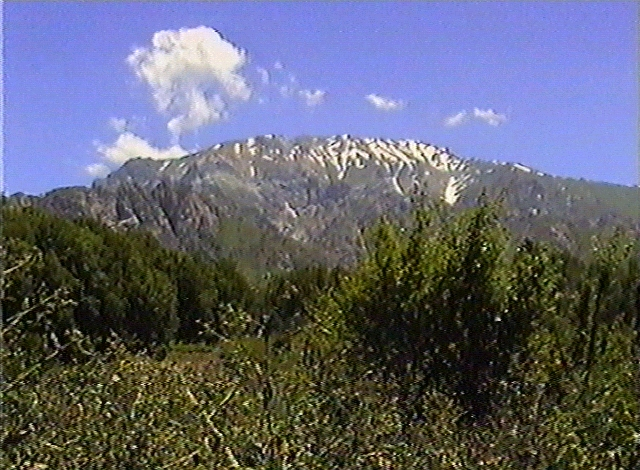
Chimgan.

El 30 de junio de 1865 los representantes de la nobleza de Taskent trajo las 12 llaves de oro de cada una de las puertas de Taskent al campamento ruso cercano Chimgan, un pueblo militar en los cerros aproximadamente a 56 millas al nordeste de Taskent, como reconocimiento de la victoria del ejército ruso.
Las llaves fueron entregadas a San Petersburgo, donde fueron expuestas en el Museo Militar Suvorov. En 1933 las llaves se devolvieron a la ciudad de Taskent. Una de las llaves se conserva y se exhibe actualmente en el Museo de Historia de Taskent. Otras llaves se encuentran almacenadas en el Banco Nacional. Cada una de las llaves lleva una inscripción grabada con el nombre de cada una de las particulares puertas y la fecha de su fabricación.